# Markus Hohenwarter
Markus Hohenwarter (* 24. Mai 1976 in Salzburg) ist ein österreichischer Mathematiker und Professor an der Johannes Kepler Universität (JKU) Linz. Er ist Leiter der School of Education und Vorstand der Abteilung für MINT-Didaktik.

## Leben
Im Rahmen seiner universitären Ausbildung (Angewandte Informatik sowie Mathematik Lehramt) entwickelte er die mathematische Unterrichtssoftware GeoGebra, die mit zahlreichen Softwarepreisen in Europa und den USA (Tech Award) ausgezeichnet wurde. Hohenwarter unterrichtete an einem Gymnasium und arbeitete in zahlreichen Projekten zur Lehrerfortbildung in Österreich, England und den USA. Nach seiner Dissertation an der Universität Salzburg (2006) war er an der Florida Atlantic University und der Florida State University tätig. Mit 1. Februar 2010 wurde er zum Universitätsprofessor am Institut für Didaktik der Mathematik der  JKU Linz berufen. Sein Forschungsschwerpunkt ist der Technologieeinsatz im Mathematikunterricht. Er ist Leiter der School of Education an der JKU Linz.

## Arbeits- und Forschungsschwerpunkte
- Technologie im Mathematikunterricht: insbesondere die Verbindung von  dynamischer Geometrie, Computeralgebra und Tabellenkalkulation in Form der dynamischen Mathematiksoftware GeoGebra[2]
- Open Educational Resources: Entwicklung freier Unterrichtsmaterialien mittels Web 2.0
- Communities of Practice: Zusammenarbeit von Forschenden und Lehrenden in Projekten und Netzwerken, insbesondere im International GeoGebra Institute

## Belege
1. ↑  https://www.jku.at/linz-school-of-education
2. ↑  https://www.pressetext.com/news/kraker-niederoesterreich-soll-mathematik-land-werden-.html

| Personendaten    | Personendaten                 |
| ---------------- | ----------------------------- |
| NAME             | Hohenwarter, Markus           |
| KURZBESCHREIBUNG | österreichischer Mathematiker |
| GEBURTSDATUM     | 24. Mai 1976                  |
| GEBURTSORT       | Salzburg                      |